# Gruppe (Geologie)

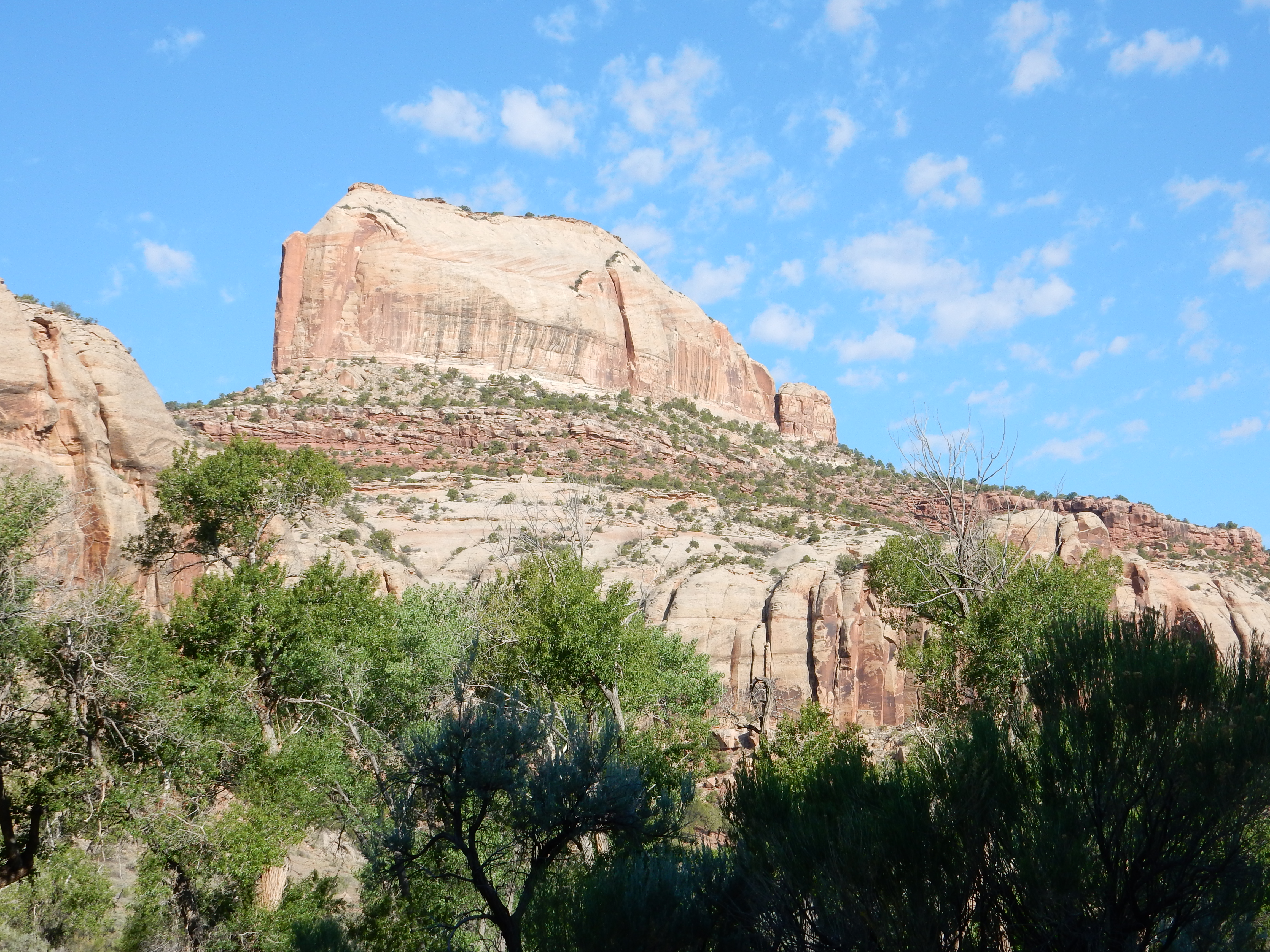
Glen Canyon-Gruppe im Südosten Utahs. Oben befinden sich massive Schichten des Navajo-Sandsteins, die durch dünnere Schichten der Kayenta-Formation von massiven Schichten am Boden des Wingate-Sandsteins getrennt sind.

Die Bezeichnung Gruppe wird in der Geologie für eine der Formation übergeordnete lithostratigraphische Einheit verwendet. Ausschlaggebend für die Klassifizierung einer Serie von Formationen als Gruppe ist eine enge räumliche Beziehung und eine gewisse Gemeinsamkeit hinsichtlich der allgemeinen Ablagerungsbedingungen. Daher werden oft alle Formationen eines Sedimentbeckens oder zumindest einer bestimmten Phase der Beckenentwicklung zu einer Gruppe zusammengefasst. Die Gruppe ist die zweithöchste Einheit in der Hierarchie der lithostratigraphischen Einheiten und kann zusammen mit weiteren Gruppen zu einer Supergruppe (komplette Abfolgen mehrerer benachbarter Sedimentbecken oder eines sehr großen Beckens) zusammengefasst werden. Ihre Definition ist unabhängig von den anderen Zweigen der geowissenschaftlichen Stratigraphie, wie der Chronostratigraphie, der Biostratigraphie oder der Sequenzstratigraphie.

## Definition
Eine Gruppe wird durch die Typprofile der einzelnen zugehörigen Formationen in einer bestimmten Region (Typregion) definiert. Die Grenzen werden nur durch Wechsel in der Lithologie festgelegt, nicht geochronologisch oder chrono- oder biostratigraphisch. Die Untergrenze einer Gruppe ist zugleich die Untergrenze der untersten Formation, die zu einer Gruppe gerechnet wird. Sie stellt einen sehr markanten Wechsel in der Lithologie dar (zum Beispiel der Wechsel von der Buntsandstein-Gruppe zur Muschelkalk-Gruppe; Wechsel von terrestrischer zu mariner Sedimentation). Wie mächtig eine Gesteinsfolge sein muss, damit sie als Gruppe bezeichnet wird, ist nicht definiert. Sie ist indirekt durch die Prämissen an die Einheit „Formation“ so definiert, dass sie mehrere Gesteinseinheiten umfasst, die auf einer geologischen Karte 1:10.000 darstellbar sein müssen. In der Regel ist eine Gruppe mehrere hundert bis über tausend Meter mächtig.

### Gliederung
Mehrere Gruppen können zu einer Supergruppe zusammengefasst werden. Eine Gruppe kann (muss aber nicht) weiter in Subgruppen unterteilt werden. Sie besteht immer aus mindestens einer, meist aus mehreren Formationen, die wiederum aus mehreren Subformationen  und Bänken aufgebaut sein kann.

### Benennung
Der Name einer Gruppe soll zweiteilig sein und wird meist aus dem Namen der Typregion oder eines historischen Begriffes unter Hinzufügung des Begriffes Gruppe (im Deutschen getrennt durch einen Bindestrich) gebildet sein (z. B. Muschelkalk-Gruppe). Der bezeichnende Name einer Gruppe muss eindeutig sein, zum Beispiel kann ein bestimmter Lokalitätsname (oder ein historischer Name) nur einmal verwendet werden.
Gruppen werden wie alle anderen lithostratigraphischen Einheiten in ein Verzeichnis bestehender lithostratigraphischer Namen aufgenommen, die von den geologischen Diensten der jeweiligen Bundesländer geführt werden. In Österreich werden neue lithostratigraphische Einheiten von der Geologischen Bundesanstalt in Wien veröffentlicht und in die Datenbank „Lithstrat“ der Österreichischen Akademie der Wissenschaften, der Arbeitsgruppe „Stratigraphie“ der Österreichischen Geologischen Gesellschaft und der Geologischen Bundesanstalt aufgenommen. In Deutschland hält die Bundesanstalt für Geowissenschaften und Rohstoffe (BGR) in Hannover eine Online-Datenbank der lithostratigraphischen Einheiten Deutschlands (LithoLex) vor.

## Historische Bezeichnungen
Früher wurden lithostratigraphische Einheiten, die heute als Gruppen (oder Super- und Untergruppen) aufgefasst werden, als Formationen, Systeme, Perioden und anderen Begriffen bezeichnet. Diese Begriffe werden entweder für andere Rangstufen der lithostratigraphischen Hierarchieebene verwendet (zum Beispiel für die Formation) oder es sind Begriffe aus der Chronostratigraphie oder der Geochronologie. Der Begriff „Gruppe“ wurde früher in der Geologie zum Teil im Sinne einer Ansammlung von „Schichten“ verwendet (zum Beispiel „Mesozoische Schichten-Gruppe“). Dies ist im Sinne der offiziellen stratigraphischen Richtlinien nicht mehr zulässig, um Verwechslungen mit dem lithostratigraphischen Begriff „Gruppe“ auszuschließen.